# Тягуненко, Виктор Леонидович
Ви́ктор Леони́дович Тягуне́нко (1 января 1920, Окняное, Елисаветградский уезд — 4 марта 1975, Москва) — советский экономист, специалист по проблемам экономики и политики развивающихся стран. Доктор экономических наук (1964), профессор (1967), член-корреспондент АН СССР с 26 ноября 1968 года по Отделению экономики.

## Биография
Родился на хуторе Окняное Елисаветградского уезда Херсонской губернии (в советское время — Любомирский сельсовет Песчано-Бродского района Кировоградской области) в крестьянской семье.
Поступил в 1928 году в школу по месту жительства, в 1932 году семья переехала в Пятигорск, где В. Л. Тягуненко окончил Третью среднюю школу (1938). Поступил в Киевский индустриальный институт на химико-технологический факультет, но в 1939 году был мобилизован в ряды РККА.
Участник Великой Отечественной войны. Был курсантом мотострелкового полка Московского военного округа, младшим командиром, командиром взвода, секретарем бюро ВЛКСМ батальона, комсоргом миномётного полка, помощником начальника политотдела по комсомолу дивизии на Западном и Белорусском фронтах. Член ВКП(б) с 1942 года.
После войны В. Л. Тягуненко окончил Смоленское военно-политическое училище по подготовке пропагандистов и три курса исторического факультета МГПИ им. В. И. Ленина (заочное отделение)[уточнить]. В 1947 году поступил в Военно-политическую академию им. В. И. Ленина, которую окончил в 1951 году по специальности редакторского факультета с квалификацией «офицер-политработник с высшим военно-политическим образованием».
С октября 1951 по июль 1954 года — адъюнкт кафедры политэкономии Военно-политической академии, преподаватель политэкономии в вечерних университетах марксизма-ленинизма при Советском и Пролетарском райкомах КПСС Москвы, с июля 1954 года — преподаватель кафедры политэкономии Краснознаменной Военно-Воздушной академии. В 1954 году защитил кандидатскую диссертацию «Закабаление и систематическое ограбление отсталых стран — средство обеспечения максимальной капиталистической прибыли», решением ВАК СССР 1 марта 1955 года В. Л. Тягуненко была присуждена учёная степень кандидата экономических наук.
С апреля 1957 года работал в Институте мировой экономики и международных отношений АН СССР, занимая должности: старший научный сотрудник (1957—1961), заведующий сектором общих проблем слаборазвитых стран (1961—1963), заместитель директора (1963—1964), заведующий отделом экономики и политики развивающихся стран (1964—1973).
31 декабря 1964 года ВАК присудила В. Л. Тягуненко учёную степень доктора экономических наук (диссертация «Проблемы борьбы освободившихся стран за экономическую независимость», 1963), а 27 декабря 1967 года присвоила учёное звание профессора по специальности «политэкономия». Член бюро Отделения экономики (1971—1975), председатель Научного совета по комплексной проблеме «Современные проблемы развивающихся стран» (1970—1975), член Научного совета по комплексной проблеме «История международного рабочего и национально-освободительного движения» (1967—1969) АН СССР.
Входил в состав учёного совета Института Африки АН СССР (1963—1969) и Совета по международным научным связям в области региональных исследований при Президиуме АН СССР (1970—1975); член редколлегий журналов «Мировая экономика и международные отношения» (1960—1964, 1972—1975) и «Известия АН СССР. Серия экономическая» (1971—1974).
Супруга — экономист Людмила Владимировна Тягуненко (1927—2010), дочери — Елена (род. 1949) и Анна (род. 1960).
Скончался 4 марта 1975 года в Москве, похоронен на Новодевичьем кладбище.

## Основные работы
- «Международное разделение труда и развивающиеся страны»
- «Классы и классовая борьба в развивающихся странах» (т. 1—3, 1967—1968; редактор)
- «Развивающиеся страны: закономерности, тенденции, перспективы» (1974, редактор)

## Награды
- Орден Красной Звезды (1956)
- Медаль «За оборону Москвы» (1944)
- Медаль «За победу над Германией» (1945)
- Медаль «В память 800-летия Москвы» (1947)
- Медаль «30 лет Советской Армии и Флота» (1948)
- Медаль «За боевые заслуги» (1950)
- Премия имени Н. Г. Чернышевского АН СССР (1976, посмертно) — за серию работ по проблемам современных национально-освободительных революций и теории общественно-экономического прогресса в странах «третьего мира»